# Eberswalde (Kreis Gerdauen)
Eberswalde war ein Ort im ostpreußischen Kreis Gerdauen. Seine Ortsstelle gehört heute zum Munizipalkreis Rajon Prawdinsk (Stadtkreis Friedland (Ostpreußen)) in der Oblast Kaliningrad (Gebiet Königsberg (Preußen)) in der Russischen Föderation.

## Geographische Lage
Die Ortsstelle Eberswaldes liegt östlich des Masurischen Kanals (russisch Kanal Masurski) in der südlichen Mitte der Oblast Kaliningrad, elf Kilometer nördlich der früheren Kreisstadt Gerdauen (russisch Schelesnodoroschny) bzw. 22 Kilometer östlich der heutigen Rajonshauptstadt Prawdinsk (deutsch Friedland (Ostpreußen)).

## Geschichte
Der Gutsort Eberswalde mit seinem Park wurde 1860 gegründet. Als Gutsbezirk wurde er 1874 in den neu errichteten Amtsbezirk Mauenwalde (russisch Metschnikowo) im ostpreußischen Kreis Gerdauen aufgenommen. 85 Einwohner zählte Eberswalde im Jahre 1910.
Am 30. September 1928 verlor der Gutsbezirk Eberswalde seine Eigenständigkeit, als er mit dem Gutsbezirk Mauenwalde in die Landgemeinde Schneiderin (russisch Berjosowka) eingegliedert wurde. Am 1. April 1938 wurden die Gemarkungen Eberswalde und Schneiderin der Gemeinde Schneiderin in die Gemeinde Mauenfelde (russisch Kljutschi) umgegliedert.
Als 1945 in Kriegsfolge das gesamte nördliche Ostpreußen an die Sowjetunion fiel, verlor sich die Spur Eberswaldes. Es ist nicht bekannt, ob der Ort einen russischen Namen erhielt, auch gibt es keine Kenntnis über eine Zugehörigkeit zu einem Dorfsowjet. So dürfte der Ort nicht mehr besiedelt oder bereits früh verlassen worden sein. Er gilt heute als untergegangen. Seine Ortsstelle gehört jetzt zum Rajon Prawdinsk (Stadtkreis Friedland (Ostpreußen)) in der russischen Oblast Kaliningrad (Gebiet Königsberg (Preußen)).

## Religion
Bis 1945 war Eberswalde in das Kirchspiel der evangelischen Kirche Muldszen (1936 bis 1938 Muldschen, 1938 bis 1945 Mulden, russisch Perewalowo) im  Kirchenkreis Gerdauen (Schelesnodoroschny) in der Kirchenprovinz Ostpreußen der Kirche der Altpreußischen Union eingepfarrt.

## Verkehr
Die kaum noch wahrnehmbare Ortsstelle Eberswaldes ist über Landwege von Melchersdorf (russisch Iljuschino) oder auch Schneiderin (Berjosowka) aus zu erreichen.